# DNA-ホルムアミドピリミジングリコシラーゼ
DNA-ホルムアミドピリミジングリコシラーゼ(DNA-formamidopyrimidine glycosylase、EC 3.2.2.23)は、開環7-メチルグアニン残基を含むデオキシリボ核酸を加水分解し、2,6-ジアミノ-4-ヒドロキシ-5-(N-メチル)ホルムアミドピリミジンを遊離させる化学反応を触媒する酵素である。
系統名は、DNAグリコヒドロラーゼ(2,6-ジアミノ-4-ヒドロキシ-5-(N-メチル)ホルムアミドピリミジン遊離)(DNA glycohydrolase (2,6-diamino-4-hydroxy-5-(N-methyl)formamidopyrimide releasing))である。
この酵素は、アルキル化試薬による突然変異誘発及び細胞死からの回復過程に関与している。